# Этнические чистки в долине Лашвы
Этни́ческие чи́стки в доли́не Ла́швы (босн. Etničko čišćenje u Lašvanskoj dolini) — эпизод Боснийской войны в ходе которого хорватские силы занимались массовыми убийствами мусульманского населения и уничтожением его имущества в Центральной Боснии.
План этнических чисток в долине реки Лашвы разрабатывался политическим и военным руководством Герцег-Босны с мая 1992 по март 1993 года, и начал реализовываться в апреле 1993 года. Боснийцы, проживавшие в долине, были подвергнуты преследованиям по политическим, расовым и религиозным мотивам, а также преднамеренно предвзятому отношению, убийствам, изнасилованиям, заключению в концентрационные лагеря, лишению частной собственности. Часто это сопровождалось антибоснийской пропагандой, особенно в общинах Витез, Бусовача, Нови-Травник и Киселяк. Кульминационным моментом чисток стала резня в селе Ахмичи, в ходе которой всего за несколько часов были убиты около 120 боснийцев.
Международный трибунал по бывшей Югославии признал произошедшие события преступлениями против человечества и приговорил ряд политических и военных руководителей, а также некоторых солдат к различным срокам тюремного заключения. Самое большое наказание, 25 лет лишения свободы, получил руководитель Хорватского совета обороны Дарио Кордич, признанный разработчиком плана этнических чисток. Согласно данным Сараевского архивно-исследовательского центра, около 2000 боснийцев, ранее проживавших в долине Лашвы, были убиты либо пропали без вести.

## Предпосылки
После начала гражданской войны в Югославии хорваты Боснии и Герцеговины начали борьбу с сербскими и боснийскими силами за воссоединение с Хорватией. Правящая политическая партия в Хорватии «Хорватский демократический союз» (ХДС) создала и организовала свои отделения в Боснии и Герцеговине. 18 ноября 1991 года лидеры боснийских хорватов провозгласили создание хорватского содружества на территории Боснии и Герцеговины. Хорватское содружество Герцег-Босна должно было стать отдельной политической, культурной, экономической и территориальной единицей на территории Боснии и Герцеговины. 10 апреля 1992 года Мате Бобан объявил о том, что действия Боснийской территориальной обороны на территориях контролируемых хорватами является незаконной.

## Начало дискриминации боснийцев в долине Лашвы
В 1992 году боснийцы, проживающие на территории общин Витез, Бусовача и Киселяк стали регулярно подвергаться дискриминации. Данные обстоятельства заставляли многих граждан боснийской национальности покидать свои дома и бежать в общины, где боснийцы составляли большинство населения. Оставшиеся дома боснийцы подвергались преследованиям по политическим, национальным и религиозным мотивам. Первые разрушения мечетей и убийства гражданских лиц произошли в их общинах ещё в 1992 году.

### Витез
В апреле 1992 года лидер ХДС в Витезе Анто Валента сообщил боснийским представителям в общине, что они должны подчиняться власти самопровозглашенной Хорватской республики Герцег-Босна. 20 мая 1992 года военнослужащий боснийской армии был убит перед зданием городской гостиницы в Витезе, а двое других были схвачены и избиты. В июне 1992 года хорватские вооружённые формирования захватили власть в Витезе и подняли флаги Герцег-Босны и Хорватии над административным зданием общины. После этого началась дискриминация боснийского населения: многие боснийцы были уволены из городских учреждений, им был запрещён проезд по дорогам взятых под контроль хорватами.

### Бусовача
10 мая 1992 года лидер ХСО Дарио Кордич отдал приказ хорватским подразделениям в Бусоваче взять под контроль бывшие казармы ЮНА «Каоник». В результате этого произошли первые вооружённые столкновения между хорватами и боснийцами. После этого ситуация развивалась так же, как и в Витезе. Боснийцы были выдавлены из органов местного самоуправления. Хорваты захватили станцию телевизионного вещания, создали собственное радио и телевидение в Бусоваче и ввели хорватский динар в качестве действующей денежной единицы. В ходе этих действий боснийские магазины и предприятия подвергались многочисленным нападениям и большое число бошняков было вынуждено покинуть Бусовачу из-за страха стать жертвами массовых убийств.

### Киселяк
Такое же развитие событий происходило и в Киселяке, где хорваты взяли под контроль власть в общине. Хорватские силы создали свою радиостанцию, ведшую националистическую пропаганду. Помимо этого хорватский полковник Блашкич отдал приказ о взятии под контроль всех сооружений Боснийской территориальной обороны и ЮНА.

## Начало этнических чисток
В июне 1992 года ожесточённая борьба между хорватскими и боснийскими силами развернулась в Нови-Травнике. После получения местными боснийцами ультиматума ХВО о полном подчинении хорватской власти в Нови-Травнике начался вооружённый конфликт между хорватами и боснийцами. 19 июня в ходе боёв нападению хорватских вооружённых формирований подверглась штаб-квартира Боснийской Территориальной обороны. Помимо неё от боёв пострадали здания начальной школы и учреждения местного хорватского самоуправления. В августе многие боснийские сёла в общине Киселяк подверглись нападению хорватских сил. В каждом захваченном населённом пункте в центральной Боснии, хорватские гражданские и военные власти проводили кампании массовой дискриминации боснийского населения. К декабрю 1992 года хорватские силы взяли под контроль общины в долине Лашвы, встретив серьёзное сопротивление лишь в Нови-Травнике и Ахмичах.

### Обстрел Горни-Вакуфа
В январе 1993 года хорваты вновь атаковали Горни-Вакуф для соединения Герцеговины с Центральной Боснией Расположенный на пересечении дорог Центральной Боснии к югу от долины реки Лашвы, город имеет стратегическое значение, так как находится в 48 километрах от Нови-Травника и всего в одном часе езды на автомобиле от Витеза. Овладение городом позволяло связать между собой две части самопровозглашённой Герцег-Босны — долину реки Лашвы и Герцеговину. Хорватский обстрел превратил в руины бо́льшую часть османской архитектуры города.
10 января 1993 года командующий силами Хорватского совета обороны в районе Лука Шекерия направил секретный запрос Дарио Кордичу и полковнику Тихомиру Блашкичу выдать его подчинённым заряды для миномётов на военном заводе в Витезе. Обстрел начался ночью 11 января после того, как при помощи заранее заложенного взрывного устройства был подорван штаб Армии Республики Босния и Герцеговина в Горни-Вакуфе, располагавшийся в местной гостинице.
Во время переговоров о перемирии в штабе британских миротворцев UNPROFOR в Горни-Вакуфе полковник Андрич, представлявший ХСО, потребовал от боснийцев немедленного прекращения огня и сдачи города, угрожая, в противном случае, разрушить Горни-Вакуф до основания. Так как Армия Республики Босния и Герцеговина требование не приняла, миномётный обстрел продолжился. Параллельно с ним происходила резня боснийских мирных жителей в прилегающих к городу сёлах: Бистрице, Узричье, Душе, Здримчах и Храснице.

### Массовое убийство в Бусоваче
20 января 1993 года хорватами был выдвинут ультиматум о сдаче боснийской части города Бусовачи. После отказа боснийцев, 25 января началось наступление, поддерживаемое артиллерией с близлежащих холмов. Через громкоговоритель передавалось обращение к боснийцам сдаваться. Полицейский отчёт показывает, что в январе и феврале 1993 года в Бусоваче были убиты 43 человека. Оставшиеся боснийцы (около 90 человек) были окружены в районе городской площади. Женщинам и детям (около 20) было разрешено выйти из окружения, мужчины же (70 человек), некоторым из которых было от 14 до 16 лет, были вывезены на автобусах в концлагерь «Каоник».

## Спланированное нападение
16 апреля 1993 года в 5:30 утра хорватские вооружённые формирования атаковали следующие населённые пункты: Витез, Стари-Витез, Ахмичи, Донья-Вечериска, Надиоци, Шантици, Пиричи, Новаци и Путиш. Это организованное нападение было спланировано против боснийского гражданского населения. Жители этих сёл хорватской национальности были заранее предупреждены, а некоторые из них даже участвовали в подготовке нападения. Хорватские женщины и дети были эвакуированы накануне.
Атака была организована на высоком уровне с целью уничтожения и изгнания всего боснийского населения с данных территорий. Подготовка началась вечером 15 апреля, а утром 16 апреля хорваты взяли под контроль все дороги. В операции участвовало около 100 хорватских солдат. Помимо местных жителей, принявших участие в резне, основную роль выполняли подразделения ХСО, в нападении также участвовали солдаты, одетые в форму вооружённых сил Хорватии.
Большинство мужчин расстреливались сразу же. Однако некоторые мужчины были захвачены в плен и казнены позже. Также многие жертвы были убиты огнём снайперов и сожжены заживо. Среди убитых было большое число женщин и детей.
Помимо убийств хорватские силы занимались и уничтожением имущества боснийцев. Так в селе Ахмичи из 200 боснийских домов 180 были уничтожены. В других подвергшихся нападению сёлах так же были сожжены практически все постройки. Помимо домов, хорваты уничтожали мечети и минареты в этих сёлах.
Официальные хорватские власти сразу же после совершения этих преступлений попытались переложить ответственность на других участников конфликта: самих боснийцев и сербов. Руководитель ХСО Дарио Кордич заявил, что «подразделения ХСО не принимали участия в резне». Кордич также заявил: «мои люди, как добрые христиане, никогда не совершат таких действий». Кордич и Блашкич обвинили в организации этих преступлений сербскую и боснийскую стороны и заявили, что проведение расследования по факту этнических чисток излишне.

### Массовое убийство в Ахмичах
Массовое убийство в боснийском селе Ахмичи стало кульминацией этнических чисток в долине Лашвы. Эта резня стала самой массовой в ходе хорватско-боснийского конфликта. В 5:30 утра 16 апреля 1993 года подразделения Хорватского совета обороны начали обстрел села. В результате расправы над мирными жителями были убиты 116 человек, в том числе женщины, дети и старики. Убийства сопровождались разрушением домов и уничтожением имущества жителей. Кроме этого, хорватами был причинён значительный ущерб двум сельским мечетям. Село было сожжено дотла.

### Массовое убийство в Витезе
Ранним утром 16 апреля Витез подвергся обстрелу хорватской артиллерии. В обстреле участвовали орудия и миномёты различного калибра. Подразделения боснийской армии были застигнуты врасплох. После обстрела хорватские силы вошли в город и арестовали всех местных боснийских лидеров. Захват города сопровождался массовыми убийствами боснийского гражданского населения.
Соседние сёла Горна-Вечериска и Донья-Вечериска также подверглись артиллерийскому обстрелу и нападению. Практически все дома боснийцев были сожжены, многие жители подверглись арестам и избиениям. В ходе нападения на эти два села были убиты, по меньшей мере, 8 человек.
В ходе нападения на Витез 172 боснийца были убиты, около 5000 были изгнаны из своих домов и лишены крова (около 1200 задержаны). Полностью уничтожены 420 зданий, включая 3 мечети, 2 медресе и 2 школы.

### Массовое убийство в Зенице
19 апреля 1993 года подразделения ХСО обстреляли рынок в Зенице с позиций в селе Путичево, что в 15 километрах от города. В ходе обстрела были убиты 15 и ранены 50 человек. Огонь вёлся из двух 122-мм гаубиц Д-30. Доказано, что обстрел вёлся профессиональными артиллеристами; огонь корректировался наблюдателями. В ходе обстрела также пострадали автомобили, повреждены здания и уничтожена автобусная остановка. Хорватская сторона обвинила в обстреле сербов, однако в ходе судебного разбирательства в МТБЮ было установлено, что преступление совершено хорватами.

## Продолжение этнических чисток в долине
9 июня 1993 года ХСО (в этот раз совместно с сербами) начал наступление на позиции боснийцев в общине Нови-Травник. 12 июня хорваты атаковали село Тулица в общине Киселяк: после артобстрела, начавшегося в 10:00, село было практически полностью разрушено. В результате погибли около 12 мужчин и женщин. Выжившие мужчины были посажены в грузовик и вывезены в хорватские казармы в Киселяке. Уцелевшие дома были подожжены солдатами ХСО. Также было атаковано соседнее село Хан-Плоча-и-Граховцы: после истечения срока ультиматума к боснийцам о сложении оружия силами Хорватского совета обороны и Армии Республики Сербской был проведён артобстрел, приведший к разрушению села. Войдя в село, солдаты ХСО поставили к стене одного из домов и расстреляли 3 боснийских мужчин. В казармы ХСО в Киселяке на этот раз были увезены местные женщины и дети. Всего в ходе захвата Хан-Плоча-и-Граховцев погибли 64 человека, включая женщин и детей. Следствием было установлено, что события 12—13 июня были заранее спланированы и подготовлены.

## Военные преступники
Список обвиняемых Международным трибуналом по бывшей Югославии в военных преступлениях во время этнических чисток в долине Лашвы:
- Златко Алексовски (7 лет лишения свободы)[10]
- Тихомир Блашкич (45 лет лишения свободы; позже приговорен к 9 годам лишения свободы)[1]
- Мирослав Брало (20 лет лишения свободы)
- Драго Йосипович (12 лет лишения свободы)
- Дарио Кордич (25 лет лишения свободы)[3]
- Зоран Купрешкич (10 лет лишения свободы; затем был полностью оправдан)
- Мирьян Купрешкич (8 лет лишения свободы; затем был полностью оправдан)
- Влатко Купрешкич (оправдан)
- Зоран Маринич (обвинения сняты)
- Драган Папич (оправдан)
- Перо Скопляк (обвинения сняты)
- Анто Фурунджия (10 лет лишения свободы)
- Марио Черкез (6 лет лишения свободы)[3]
- Иван Шантич (обвинения сняты)
- Владимир Шантич (18 лет лишения свободы)

Обвиняемые судом Боснии и Герцеговины:
- Крешо Лучич (6 лет лишения свободы)
- Пашко Любичич (10 лет лишения свободы)

## Преступления против хорватов
Помимо массовых расправ над боснийцами в долине Лашвы во время Боснийской войны были зафиксированы и массовые убийства хорватского населения. Ряд исследований и свидетельств, в том числе появившихся в последние годы, неоднозначно указывает на то, что боснийцы планировали военные действия против боснийских хорватов за несколько месяцев до начала столкновений в Нови Травнике и Витезе.
Так 19 января 1993 года во время взятия села Лашва подразделения 2-го батальона 7-й боснийской моторизованной бригады захватили в плен и казнили несколько десятков хорватских гражданских лиц и солдат ХСО. 25—26 января 1993 года атакам боснийских войск подверглись сёла: Незировичи, Оселиште, Густи-Граб и Донье-Поле, в которых так же были зафиксированы случаи расправ над хорватскими мирными жителями.
В июне 1993 года Армия Республики Босния и Герцеговина атаковала позиции ХСО в Травнике. К 13 июня боснийцы заняли как сам Травник, так и прилегающие к нему сёла. Некоторые свидетели утверждали, что это привело к бегству около 20 000 хорватских мирных жителей и разрушениям. Однако, согласно исследованиям Миссии по наблюдению Европейского сообщества (англ. ECMM), эти данные сильно преувеличены. Так, например, проверяя информацию об уничтожении католической церкви и изгнании нескольких тысяч хорватов в результате занятия 8 июня села Гуча-Гора, представители ECMM обнаружили католическую церковь неразрушенной. Также было установлено, что отход мирного населения был организован ХСО.

## Отражение в культуре
- Warriors (англ.) на сайте Internet Movie Database
- The Death of Yugoslavia (англ.) на сайте Internet Movie Database. Часть III — «Борьба за Боснию».